# Seljublje
Seljublje (en cyrillique : Сељубље) est un village de Bosnie-Herzégovine. Il est situé dans la municipalité de Kalesija, dans le canton de Tuzla et dans la fédération de Bosnie-et-Herzégovine. Selon les premiers résultats du recensement bosnien de 2013, il compte 1 074 habitants.

## Démographie

### Évolution historique de la population
| 1948 | 1953 | 1961 | 1971 | 1981 | 1991  | 2013  |
| ---- | ---- | ---- | ---- | ---- | ----- | ----- |
| -    | -    | 588  | 690  | 851  | 1 018 | 1 074 |

|  |